# ヘルマン2世 (ツェリェ伯)
ヘルマン2世 （スロベニア語: Herman II.; 1360年ごろ - 1435年10月13日）はツェリェ、ザゴリエおよびオルテンブルクの伯爵であり、ハンガリー王で後の神聖ローマ皇帝ジギスムントの支持者で、ジギスムントの義父でもあった人物である。ジギスムントの支持は、ヘルマン2世がスラヴォニア最大の領主になるほどの土地と特権の獲得につながった。彼はカルニオラ公国の行政官を務め、さらにスラヴォニア、クロアチア、ダルマチアのバンを2度務め、1427年にはボスニア王国の推定相続人として承認された。ツェリェ伯の権力の台頭は、ヘルマン2世の死後帝国諸侯のとなったことで最高潮に達した。権力の最大時には、カルニオラの3分の2、シュタイエルスカの大部分を支配し、クロアチア王国全域に権力を行使した。ヘルマン2世はツェリェ伯を代表する人物の一人であり、ツェリェ伯家を一地方貴族から中央ヨーロッパ有数の貴族にまで押し上げた。

## 家族
ヘルマン2世は、ツェリェ伯ヘルマン1世とその妻カタリナとの間に次男として生まれた。当時のツェリェ伯は、サヴィニャ川沿いを領有してカルニオラの大部分とシュタイエルスカの一部を支配するハプスブルク家の封臣であった。ヘルマン2世の母カタリナはコトロマニッチ家出身の人物であるが、親には諸説あり、ボスニアのバンスティエパン2世の娘でボスニア王国の最初の王であるスティエパン・トヴルトコ1世とは従姉妹であるとも、スティエパン・トヴルトコ1世の娘であるともいわれる。兄のハンス（1363年 - 1372年頃）は早逝し、1385年3月21日にヘルマン1世が亡くなると、ヘルマン2世はヘルマン1世の唯一の相続人となった。1392年9月19日に息子無くして従兄弟のヴィリェムが亡くなってヘルマン2世が唯一の継承者となったことで、彼はツェリェ伯を継いだ。
ヘルマン2世は、1377年ごろにシャウンベルク伯ハインリヒ7世とゲルツ伯女ウルスラの娘であるアンナと結婚した。夫婦間にはフリデリク2世（1379年 - 1454年）、ヘルマン3世（1380年 - 1426年）、エリザベタ（1382年）、アンナ（1384年頃 - 1439年頃）、ルドヴィク（1387年 - 1417年）、バルバラ（1392年 - 1451年）という6人の子が生まれた。ヘルマン2世には非嫡出子であるヘルマン（1383年 - 1421年）がおり、1412年にフライジング司教、1420年にトリエント司教となった。継承者であるフリデリク2世のため、ヘルマン2世は一流の結婚を手配したが、長子フリデリク2世には婚姻について深刻な問題を抱えていた。フリデリク2世は初めフランコパン家のエリザベタと結婚していたが、1422年にエリザベタが死去するとすぐにヴェロニカ・デセニシュカと再婚した。しかしヘルマン2世は小貴族出身を理由に義理の娘として受け入れることを拒み、ヘルマン2世は彼女を魔女として告発し溺死させた。フリデリク2世は挙兵したが失敗し、投獄された。

## ツェリェ伯家の躍進

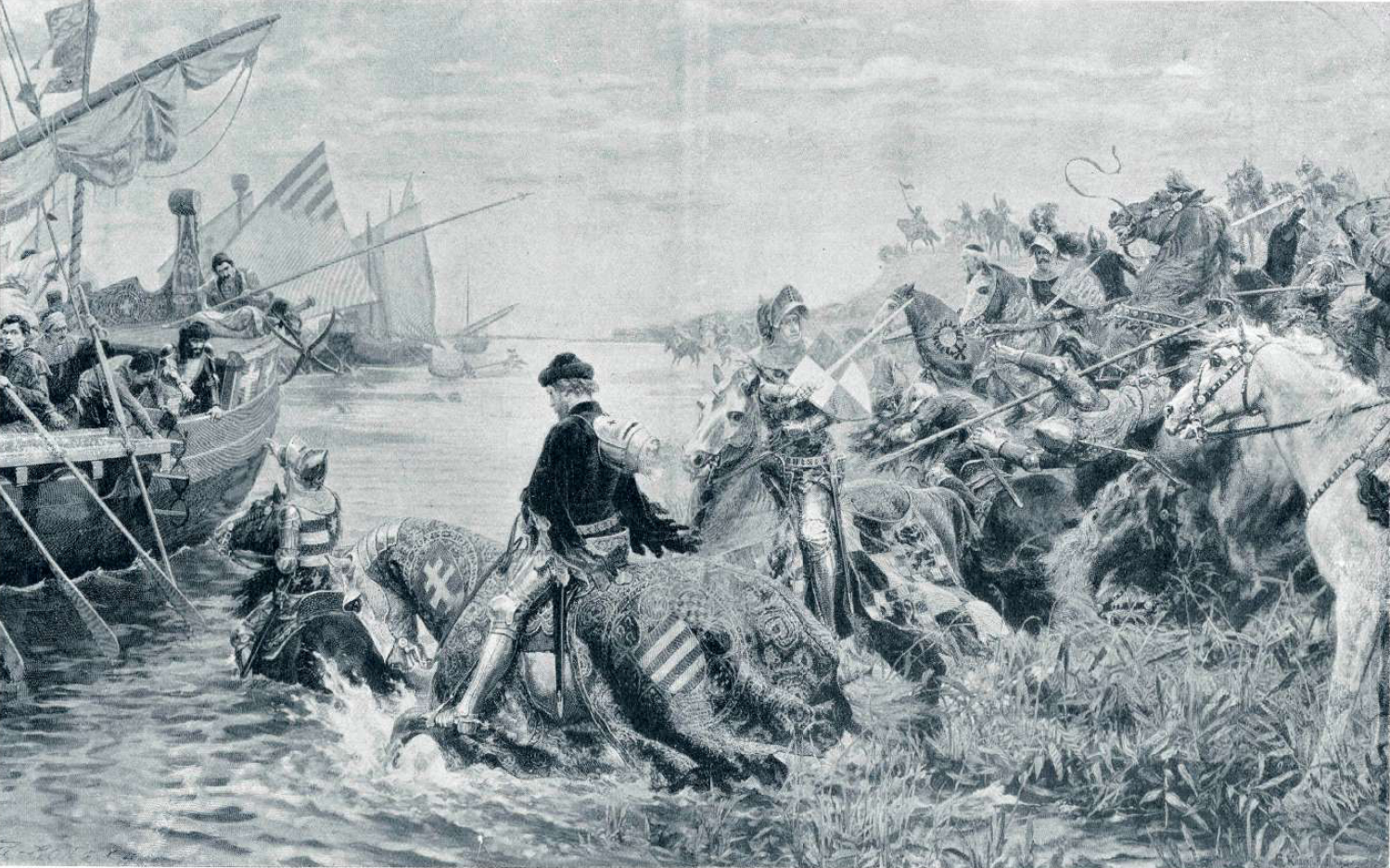
ヘルマン・クナックフスによる、ニコポリスの戦いの描写。この戦いでヘルマン2世はジギスムントを助けた。

1396年、ブルガリアの町ニコポリス（現；ニコポル）で行われたオスマン帝国との戦い（ニコポリスの戦い）に、ヘルマン2世は欧州連合軍側で参加していた。しかし欧州連合軍は大敗し、ヘルマン2世はジギスムントの命を救った。二人は同じ漁船で戦場を脱出し、ハンガリーに戻るまでの間ともにいた。シギスムンドは、1397年に褒賞としてヴァラジュディンをヘルマン2世に与え、1399年にはクロアチア王国と神聖ローマ帝国の国境に沿ったザゴリエの領土を与えた。これらの領土は遺伝的継承が認められてツェリェ伯はスラヴォニア（現在の領域とは差異がある）最大の領主となり、以来ツェリェ伯は「ツェリェとザゴリエの伯」の形式で領土を支配した。
ヘルマン2世によるジギスムントへの支援は、ジギスムントに反抗的な家臣の導きでナポリ王ラディズラーオ1世がクロアチアとハンガリーの王位を主張してさえいたハンガリー内戦の間も続いていた。反乱軍は1401年にシギスムンドを捕らえて投獄することに成功するが、ヘルマン2世とハンガリー貴族ガライ家のニコラス2世は共謀し、ヘルマン2世がハンガリー侵攻の脅しをかけることで、同年後半にジギスムントの釈放を成功させた。その後、ガライ家とツェリェ伯家の関係は緊密になった。ジギスムントは釈放された際にヘルマン2世のような外国人をハンガリー行政から排除することを約束したが、約束を果たすことはなかった。
1402年には姪のアンナがポーランド王ヴワディスワフ2世と結婚し、ツェリェ伯家はポーランド王家ともつながりを持つようになった。
1405年、ジギスムントはヘルマン2世の末娘バルバラと結婚し、スラヴォニアの広大な領土をヘルマン2世に与えた。ヘルマンのもう一人の娘であるアンナはニコラス2世と結婚して3者の結びつきを強化した。1406年、ジギスムントはヘルマン2世を「ダルマチアとクロアチアのバン」と「スラヴォニアのバン」に任命した。ヘルマン2世はこれらの役職を1408年までと1423年から1435年まで有し、さらにドイツ生まれのザグレブ司教エベルハルトの献身的な支援の恩恵を受けた。これらによって、ツェリェ伯家はクロアチア王国で最も強大な勢力となった。ヘルマン2世は、1408年に設立されたドラゴン騎士団の初期の団員の1人でもあった。一方で、宗教的理由ではなく経済的理由からではあるものの、ヘルマン2世はすべてのユダヤ人をツェリェ伯領から追放もしている。
ケルンテンからカルニオラにかけてを支配していたオルテンブルク伯フリードリヒ3世が1418年に亡くなると、オルテンブルク伯領は女系子孫であるヘルマン2世が継承した。以来ツェリェ伯家はケルンテンの4分の3を支配する。これによって、ツェリェ伯家の長年の目標であった帝国特権（Reichsfreiheit/Reichsunmittelbarkeit）の条件達成は容易になった。ヘルマン2世の息子ヘルマン3世とバイエルン公エルンストの娘ベアトリクスとの結婚は、ハプスブルク家に対抗しうる強力な同盟相手をもたらした。帝国特権の獲得は、ハプスブルク家の内オーストリア公エルンストがツェリェ伯家の封建的覇権を放棄した1423年に達成された。これは、不満を持ったクロアチア貴族に対するヘルマン2世の交渉の成功に対して、1411年以来ローマ王でもあったジギスムントが与えた報酬であった。帝国特権は、さまざまな鉱山からの通行料と収入を集める権利などの他に、鋳造の権利を伴っていた。バルバラの婚姻によって帝室と密接な関係にあるヘルマン2世は、帝国諸侯になるという新たな目標に集中することができた。ヘルマン2世は1430年に帝国諸侯になる寸前まで行ったが、おそらくハプスブルク家の反対によって失敗に終わったようである。

## ボスニアの継承権
1426年、ボスニア王国はオスマン帝国という絶え間ない脅威にさらされていた。ボスニア王スティエパン・トヴルトコ2世は、ハンガリーの保護を要請し、ジギスムントは条件付きで同意した。その条件が、子のいないトヴルトコ2世の推定相続人として、トヴルトコ2世の2番目の従兄弟でありジギスムントの義父であるヘルマン2世を認めることであった。ボスニアの貴族はその要求に憤慨した。ヘルマン2世の相続権の承認は、ボスニアにおけるハンガリーの影響力増大を意味していたためであった。その上、ボスニアの王位継承はボスニア貴族が半ば支配しており、権利意識があったこと、また、ボスニアを半包囲する領域を持つヘルマン2世が、トヴルトコ2世によるボスニア貴族の権力抑制を助けることを恐れたことも原因となった。にもかかわらず保護の要請は通り、男性の子息なくトヴルトコ2世が亡くなった場合に、ヘルマン2世による相続を規定する条約が1427年9月2日に署名された。

## 死とその後

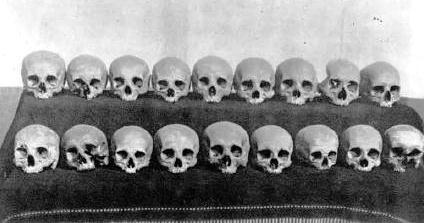
歴代ツェリェ伯の頭蓋骨。

ヘルマン2世は1435年10月13日にプレスブルグで亡くなった。トヴルトコ2世が子無くして亡くなったのはその8年後であったためにヘルマン2世がボスニア王になることはなく、ボスニア王位はツェリェ伯に渡らなかった。ヘルマン2世は、彼が設立したカルトジオ会修道院の中で最後となる1403年に設立したプレテリェ修道院に埋葬された。ツェリェ伯は彼の死の翌年に帝国諸侯として認められた。ヘルマン2世の、バンの称号など非遺伝性のものを除いた全ての遺産は、長男でありヘルマン2世より長生きした唯一の息子である当時56歳のフリデリク2世が継承した。
歴代ツェリェ伯の中でも傑出していたヘルマン2世は、スロベニアの一貴族に過ぎなかったツェリェ伯家を、中央ヨーロッパ有数の貴族家の1つにまで押し上げた。ジギスムントが王権を強化し、国家を中央集権化するのを助けたヘルマン2世は、通常ハンガリー貴族側に同情していた古いハンガリーの歴史学で悪評だった。結果ヘルマン2世は弱い王を傀儡とする利己的な人物として描かれた。

## 家族

### 結婚と子供
ヘルマン2世は、シャウンベルク伯ハインリヒ7世の娘アンナと結婚した。夫婦には幼児期を生き延びた6人の子がいた。
- フリデリク2世（1379年頃 - 1454年） - 初婚はフランコパン家のエリザベタで[10][11]、エリザベタの死後ヴェロニカ・デセニシュカと再婚した[11]。両者との間に子がいた。
- ヘルマン3世（1380年頃 – 1426年7月30日） - 初婚はアーベンスベルク伯女エリザベトで、娘のマルガレータがいた。バイエルン公エルンストの娘ベアトリクスと再婚したが[8]、子はなかった。
- ルドヴィク（1380年代 - 1417年） - 叔父のオルテンブルク伯フリードリヒへの養子縁組が企図されたがこれは諦められ、1417年に子無くして亡くなった[12]。
- アンナ - ハンガリーのガライ家のニコラス2世と結婚し、子がいた。
- エリーザベト（1426年死去） - ゲルツ伯ハインリヒ6世と結婚し、子がいた。
- バルバラ（1396年 - 1451年） - ハンガリー王で後の神聖ローマ皇帝ジギスムントと結婚し、子がいた。

非嫡出子としてヘルマン（1383年 - 1421年）がおり、1412年にフライジング司教、1420年にトリエント司教となった。

### 子孫
ヘルマン2世は、孫娘エリーザベトを通じて、ポーランドのヤギェウォ朝の最後の5人の王、聖カジミェシュ、そしてポーランドのヴァーサ王朝の先祖である。また、エリーザベトの妹でテューリンゲン方伯に嫁いだアンナを通じてヘルマン2世はプロイセン公の先祖であり、同時にプロイセン王とドイツ皇帝の先祖である。